# Bettina Auer
Bettina Auer (* 11. Mai 1992 in Wörth an der Donau, Landkreis Regensburg) ist eine deutsche Schriftstellerin im Genre der Fantasy.

## Leben
Bettina Auer betätigte sich zunächst als Verfasserin von Kurzgeschichten, später vor allem Fantasy, Thriller und Romanen. Im Jahr 2006 begann sie mit ihrem Debütroman Liryá - Smaragd, der erste Teil einer vierteiligen Drachenmagierreihe. Die Fantasyreihe wurde mit den drei weiteren Büchern Liryá – Férá, Moron – Zirkon und Moron – Skairo fortgesetzt. Zwischenzeitlich sind weitere Fantasygeschichten und Romane erschienen. Auer ist hauptberuflich als Metzgereiverkäuferin beschäftigt. Sie ist Mitglied im Schriftstellerverband Ostbayern.

## Werke (Auswahl)
- Liryá. 2012
- Moron. 2013
- Magische Diebin Fantasy-Kurzgeschichte. 2013
- Naminé – Liebe deinen Feind. 2014
- Der Wächter: Verrat. 2014
- Im Bann des Drachen. 2015
- Rabenfluch. Isegrim 2016
- Tränen der Göttin. Zeilengold 2017
- Die Letzte Fee. Isegrim, Regensburg 2018

## Mitautorenschaft
- Bettina Auer, Ulrich Effenhauser, Marie-Anne Ernst u.a: Phantastisches Ostbayern. SüdOst Verlag, Regenstauf 2017, ISBN 978-3-86646-787-3.